# Zoborožec štítnatý
Zoborožec štítnatý (Rhinoplax vigil, syn. Buceros vigil) je pták z čeledi zoborožcovití (Bucerotidae), jediný druh rodu Rhinoplax. Vyskytuje se v orientální oblasti, a sice od myanmarského Tenasserimu přes Malajský poloostrov až po Borneo a Sumatru. K životu vyžaduje rozsáhlé porosty původních lesů, typicky s převahou dipterokarpů.
Zoborožec štítnatý je největším asijským zoborožcem a nezaměnitelným zástupcem celé čeledi. Dosahuje velikosti až 120 cm, vyniká dlouhými ocasními pery a silně zvrásněnou kůží na krku, jež je u samců červená, zatímco u samic modrá. Ze svrchní poloviny zobáku vyrůstá výrazná přilbice, jež tvoří až přes desetinu váhy dospělce. Přilbice mohou tito ptáci využívat k efektním soubojům, při nichž se vzájemně srážejí ve vzduchu.
Zoborožec štítnatý patří mezi potravně nejvíce specializované zoborožcovité, drtivou část jeho jídelníčku tvoří plody fíkovníků. Jde o monogamní druh, přičemž k hnízdění využívá přirozené dutiny vzrostlých stromů. Samice se v dutině doslova zazdí pomocí výkalů či bahna, zatímco samec jí a později i mláděti poskytuje potravu. Zoborožci štítnatí představují jedny z výrazných K-stratégů mezi ptáky: doba hnízdění často přesahuje 160 dní, dalších šest měsíců navíc rodiče připravují své mládě na nezávislost.
Přilbice zoborožců svou strukturou představují alternativu slonoviny a jsou vhodné k vyřezávání dekoračních předmětů, které jsou ceněny již stovky let. Ilegální lov, probíhající v masovém měřítku od 90. let 20. století, společně se ztrátou přirozeného prostředí však vedly k rapidnímu poklesu populací. Zoborožec štítnatý je od roku 2015 považován za kriticky ohrožený druh.

## Systematika

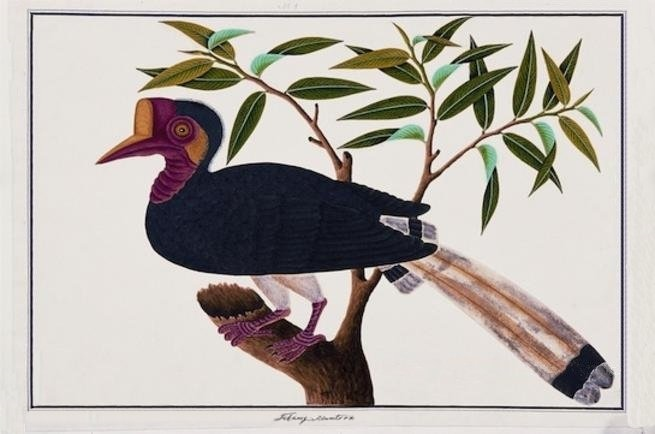
Dobová kresba zoborožce štítnatého od neznámého čínského autora z 1. čtvrtiny 19. století

Zoborožce štítnatého poprvé popsal waleský přírodovědec Thomas Pennant roku 1781, přičemž pro něj použil vědecké jméno Buceros vigil. Současná systematika tento druh řadí do monotypického rodu Rhinoplax, jenž vytyčil německý přírodovědec Constantin Wilhelm Lambert Gloger roku 1841. V rámci širší systematiky spadá zoborožec štítnatý do čeledi zoborožcovití, odb. Bucerotidae, která zahrnuje několik desítek druhů rozšířených v Africe a Asii.
Mezi typické znaky zoborožcovitých, jež lze pozorovat i u zoborožce štítnatého, patří výrazná přilbice nad svrchní polovinou zobáku, která čeledi vynesla i jméno, mnoho druhů také sdílí neobvyklou hnízdní strategii, při níž samice kladou vejce do stromových dutin, jež následně ucpávají výkaly či bahnem. Ponechávají pouze malý otvor, kterým přijímají potravu od samců. Molekulárně-biologické studie považují zoborožce štítnatého za druh spřízněný s dvojzoborožcem hnědavým (Buceros hydrocorax), dvojzoborožcem žlutozobým (B. bicornis) a dvojzoborožcem nosorožčím (B. rhinoceros). Tito čtyři mohutní zástupci mohou tvořit ranou větev asijské linie zoborožců.

## Popis

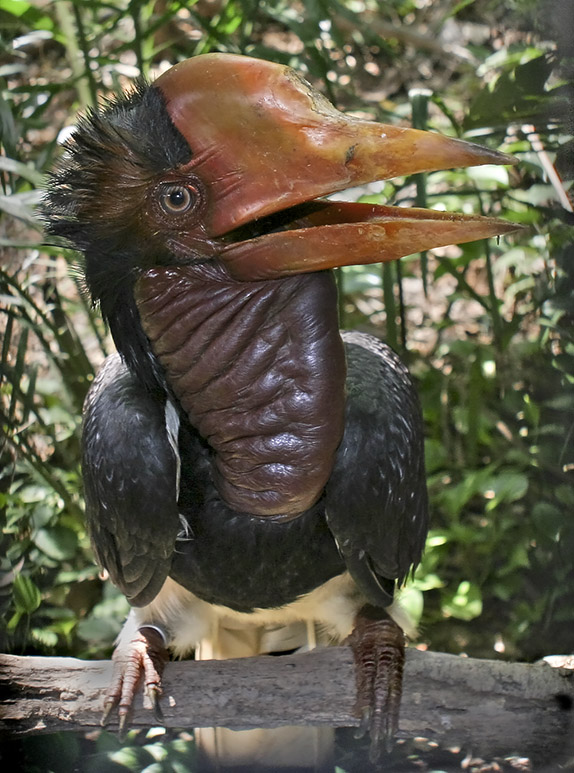
Dospívající samec

Zoborožec štítnatý je statný druh zoborožce, největší asijský zástupce celé této skupiny. Na délku měří 110 až 120 cm, přičemž dalších až 50 cm připadá na výrazné ocasní peří. Hmotnost samic se pohybuje v rozmezí 2,6 až 2,8 kg, zatímco samci mohou vážit až 3,1 kg.
Díky svému vzezření je prakticky nezaměnitelným druhem. Zbarvení peří je na svrchní straně těla a na hrudi tmavě hnědé, na břiše a ocasu přechází opeření do ostře kontrastující bílé. Kůže na krku zůstává neopeřená, přičemž její zbarvení je pohlavně dimorfní. U obou pohlaví je její povrch silně zvrásněný, ale zatímco v případě samců je zbarvení kůže červené, u samic převažuje světle modrá. Okolo očí vyrůstají kaštanově hnědá pírka. Mezi jeden z typických znaků tohoto druhu, jenž vyniká zvláště za letu, patří extrémně dlouhá centrální ocasní pera, jež mohou výrazně prodlužovat délku celého ptáka. Jejich zbarvení je bílé, s tmavým proužkováním.
Zobák je relativně krátký, dlátovitého tvaru. Jeho zbarvení se pohybuje v červených a žlutých odstínech, přičemž na jeho typické barvě se podílí impregnované olejovité sekrety produkované kostrční žlázou. Ze svrchní poloviny zobáku vyrůstá přilbice, jeden z nejvýraznějších znaků zoborožcovitých. Přilbice se táhne od základny zobáku zhruba až do jeho poloviny, kde se svažuje směrem dolů. Zatímco u ostatních zoborožců bývá přilbice dutá, zoborožec štítnatý má přilbici plnou, o struktuře připomínající slonovinu, kvůli čemuž se stala ceněnou pro vyřezávání dekoračních předmětů. Celá tato struktura svou hmotností může přesahovat desetinu váhy dospělého ptáka. Samci navíc mívají přilbici o něco výraznější než samice.
Mladí zoborožci mají ve srovnání s dospělci kratší ocas, menší zobák s nižší přilbicí a světle zelenomodrou hlavu a krk.

## Výskyt a stanoviště
Zoborožec štítnatý se vyskytuje v orientální oblasti, jeho areál výskytu sahá od myanmarského Tenasserimu přes Malajský poloostrov až po Velké Sundy, konkrétně Sumatru a Borneo. Chybí na Jávě a menších pobřežních ostrovech, byť se vyskytoval v Singapuru, kde je však dnes již vyhynulý. Jde o druh primárních lesů, typicky s převahou dipterokarpů. Žije až do nadmořské výšky 1 500 metrů, většinou však upřednostňuje zejména členitý terén (300 – 1 100 m) dále od pobřeží. Některé významné populace přežívají i v nížinatých regionech.
Ačkoli mohou zoborožci žít i v menších lesních oblastech, typicky vyžadují lesy s hustým stromovým baldachýnem o rozloze přes 10 000 ha. Vyhýbají se otevřeným plochám, narušeným lesům a rašeliništím, byť mohou lokálně přetrvávat i v lesích podléhajících selektivní těžbě dřeva.

## Chování

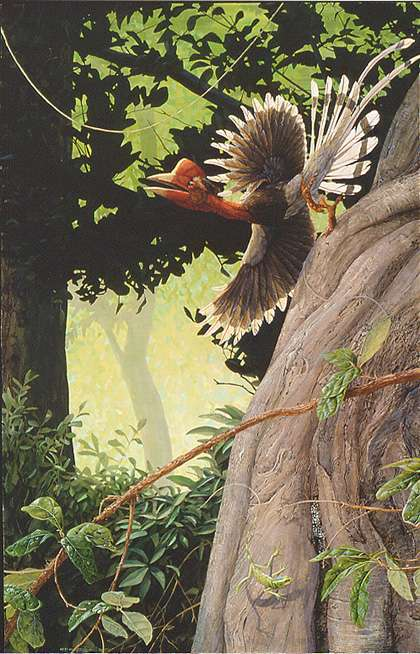
Kresba zoborožce štítnatého v jeho přirozeném prostředí

Zoborožec štítnatý většinou žije samotářsky, anebo v párech, prakticky nikdy netvoří velká hejna. Menší skupinky mladých ptáků si nicméně mohou hledat potravu na stejném území. Dospělé páry si během období hnízdění vymezují teritoria, nicméně po zbytek roku jsou zoborožci spíše neteritoriální, potulují se po lesích a pátrají po plodících stromech, během čehož mohou urazit i značné vzdálenosti. Volání tohoto druhu tvoří série hlasitého a dutého „poop“, v delších intervalech opakovaná. Pták postupně přechází na výraznější dvojslabičné „poop-poop“ a volání zakončuje drsnými krákoravými zvuky, jež připomínají smích. Za letu se ozývá výrazným „kahank-ka-hank“.
Ačkoli chovný pár hájí stejné teritorium, oba ptáci si shánějí potravu samostatně. O zdroje potravy mezi jednotlivci obecně panuje silná kompetice. Především samci mají tendenci u krmných stromů předvádět efektní letecké souboje, při nichž se ve vzduchu srážejí svými přilbicemi. V některých případech může takto zápasit více dvojic dohromady. Srážky mohou být natolik silné, že produkují slyšitelné rány – a to do vzdálenosti nejméně 100 metrů. Jeden, či dokonce oba rivalové mohou být během divokých kolizí odmrštěni dozadu, aby následně provedli akrobatický přemet ve vzduchu, než opět zaujmou vodorovnou polohu.
Protože podobné konfrontace skutečně nastávají převážně u zdrojů potravy, zřejmě nepředstavují primární způsob, jakým si zoborožci vymezují území či zvyšují sociální status, ačkoli samice mohou v případě soubojů samců vystupovat jako pasivní pozorovatelé. Ve volné přírodě byl nicméně pozorován i „souboj“ mezi samcem a samicí zoborožce štítnatého; samice se posadila do baldachýnu plodícího fíkovníku, zatímco samec kroužil nad ní a následně se s ní srazil. Vzápětí se ale posadil vedle ní a oba ptáci si začali čistit peří. V protikladu s tímto chováním není neobvyklé spatřit zoborožce štítnaté, jak se krmí ve společnosti ostatních druhů, například opic či dalších ptáků – a to včetně jiných druhů zoborožců.
Zoborožec štítnatý se řadí mezi potravně nejvíce specializované druhy mezi všemi zoborožci. Převládající složku potravy představuje ovoce, nejčastěji pak plody místních fíkovníků (Ficus sp.). Terénní studie ze začátku 21. století, jež byla provedena v Národním parku Bukit Barisan Selatan na jižní Sumatře, ukázala, že se místní zoborožci živili prakticky výhradně fíky, které tvořily 98 – 99 % jejich jídelníčku. Studie zároveň poskytla zajímavé závěry, co se týče koexistence zoborožce štítnatého s jiným velkým zástupcem zoborožců, dvojzoborožcem nosorožčím. U obou těchto druhů totiž fíky představují významnou, až dominantní složku jídelníčku, ale zároveň se u nich objevuje určitá diferenciace nik: zatímco zoborožci se krmí především ve stromovém baldachýnu, dvojzoborožci sháněji potravu hlavně ve středních stromových patrech.
Klíčový podíl ovoce v rámci jídelníčku a jejich kočovná povaha ze zoborožců dělá důležité rozptylovače semen v lesním ekosystému. Občasně se tito ptáci přiživí i masem, loví například veverky, hady a jiné ptáky, dokonce i včetně jiných druhů zoborožců. Na základě pozorování z parku Bukit Barisan Selatan se však místní zoborožci krmili masitou potravou pouze z asi 1,4 %.

## Rozmnožování

Zoborožec štítnatý v malajsijském Sabahu na Borneu; vyniká ocasní peří ptáka

Zoborožec štítnatý vytváří monogamní hnízdní páry a vajíčka klade do stromových dutin vysoko v korunách stromů. Preferuje především vysoké dipterokarpy, zvláště rody Hopea a Shorea. Na rozdíl od některých jiných zoborožců se tento druh není schopen vertikálně přichytit ke kmeni stromu, u hnízdních dutin proto vyžaduje přítomnost nějakého bidélka, na nějž se může pohodlně usadit (často poslouží například velká odlomená větev). Přítomnost specifických stromových dutin je proto pro úspěšné vyvedení mláďat klíčová. Reprodukční úspěch zoborožců štítnatých však vyjma toho ovlivňuje i kompetice o hnízdní dutiny s jinými velkými zoborožci, především se zástupci dvojzoborožců. Ti totiž často mohou zabrat hnízdní dutiny, jež před nimi využívali zoborožci štítnatí.
Zoborožec štítnatý se, podobně jako ostatní zástupci zoborožcovitých, vyznačuje pro ptáky netypickým hnízdním chováním, kdy se samice v hnízdní dutině doslova zazdí pomocí výkalů či bahna. Ponechává pouze malý otvor, kterým jí samec předává vyvrhlou potravu, zatímco ona mezitím inkubuje vajíčka. Proce zazdění může trvat až dva týdny a jeho cílem je ochrana samice před silnými větry, deštěm a predátory.
Snůška činí jedno až dvě vejce, ačkoli opeření se obyčejně dožije pouze jediné mládě. V případě, že klade dvě vajíčka, je interval mezi kladením vajec kolem 5 dní. Jelikož je samice při kladení prvního vejce již zazděna na hnízdě, začne s inkubací prvního vejce ihned po jeho nakladení, a tak v případě snesení dvou vajec dochází k vyklubání druhého mláděte zhruba 5 dní po tom prvním. Během období hnízdění u samice dochází k přepeřování, a to včetně letek na křídlech a ocasu. V důsledku těchto okolností je ona i její nedovyvinuté mládě během tohoto kritického období plně odkázána na potravu od samce. Pokud by zahynul, uhynou i mláďata, v některých okolnostech možná i dospělá samice.
Samotná doba hnízdění je jedna z nejdelších mezi všemi zoborožci, často přesahuje 160 dní. Výzkumy hnízdní biologie zoborožců však poněkud komplikuje fakt, že většina záznamů o hnízdech pochází pouze z konkrétních oblastí na Malajském poloostrově a v Sabahu na Borneu, v zajetí se pak tito opeřenci dle údajů Mezinárodního svazu ochrany přírody z roku 2020 doposud nerozmnožili vůbec. Jedna ze studií zdokumentovala hnízdění zoborožců štítnatých v malajsijském Pahangu, přičemž studovaný byl pozorován roku 1998. Samice se začala uzavírat v hnízdní dutině 21. února, přičemž na zazdění otvoru pracovala výhradně sama, celá operace trvala asi dva týdny. Samice s mládětem byla na hnízdě poprvé spatřena 17. července, tedy 138 dní po uzavření hnízda. Samec přinášel jako potravu především fíky a jiné ovoce, ačkoli koncem července ulovil i hada. Novější studie ze Sabahu naznačuje, že na severním Borneu začíná hnízdní sezóna až v květnu; hnízdění je obecně načasováno tak, aby mládě vylétlo z hnízda v průběhu období dešťů. Výzkumníci se zároveň snažili odhadnout, jaké množství potravy samice a její mládě vyžadují v průběhu jejich uvěznění v hnízdní dutině. Během inkubační doby samice podle odhadů zkonzumuje asi 250 g ovoce denně. Mláďata se nejspíše líhnou asi za 50 dní, protože tato doba se kryje se značným zvýšením dávek potravy. Poté, co samice opustí hnízdo, jenom samotné mládě zkonzumuje 900 až 1900 g ovoce denně.
Bornejská studie zároveň poskytuje i další závěry, co se týče K-strategie zoborožců: samotné hnízdění zde trvá okolo šesti měsíců, ale minimálně dalších šest měsíců navíc rodiče připravují své mládě na nezávislost. Kvůli tomu se tak hnízdní pár nemusí rozmnožovat každý rok.

## Ohrožení

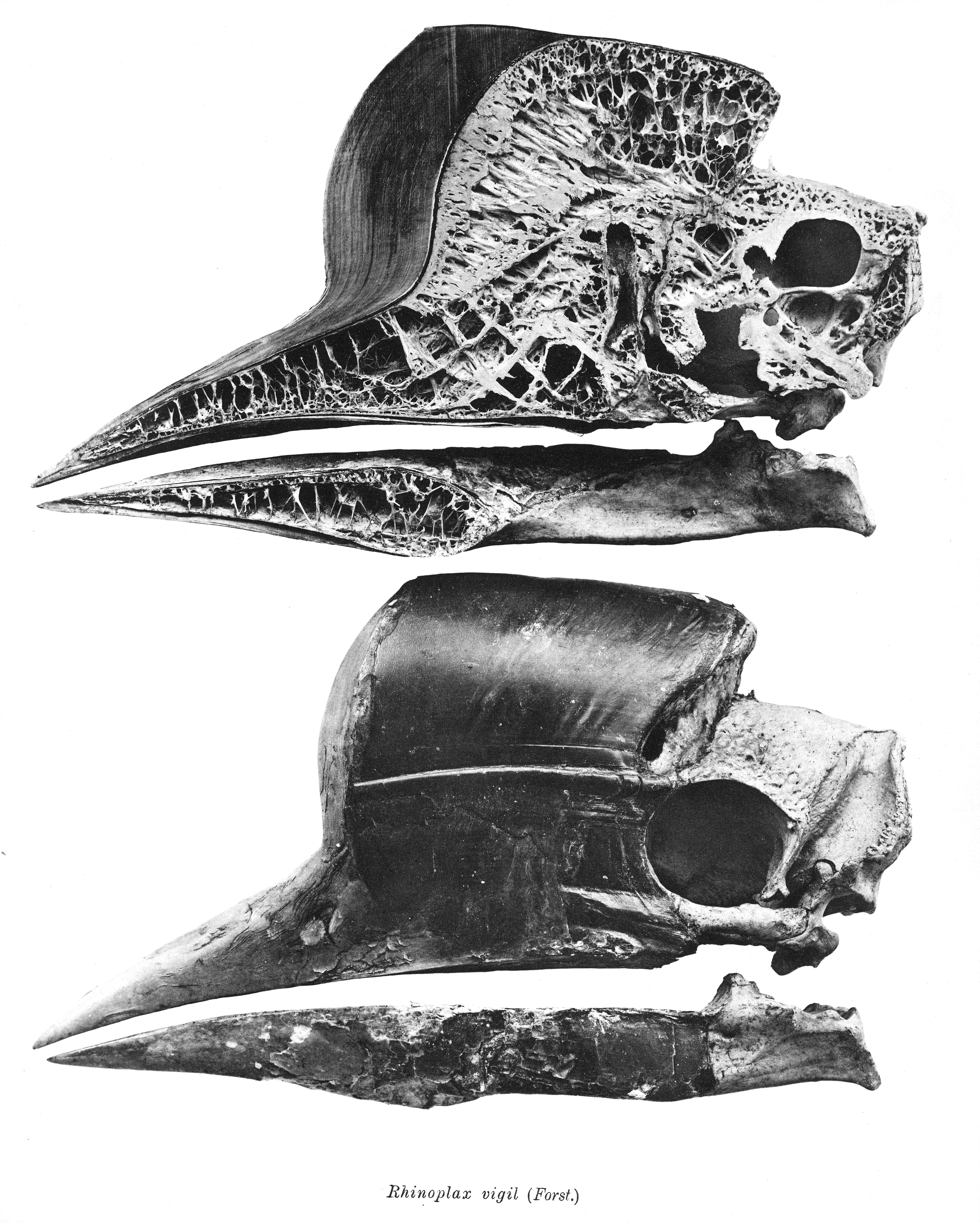
Lebka zoborožce štítnatého v řezu; vyniká mohutná přilbice, kvůli níž je tento druh pronásledován

Hlavním důvodem poklesu populací zoborožců štítnatých se stal neudržitelný lov pro jejich přilbice. Ty totiž představují jakousi alternativu ke slonovině a jsou vhodné k vyřezávání dekoračních předmětů. Pták se stal kvůli pronásledování vzácným již na začátku 20. století, nicméně v průběhu většiny 20. století lov zoborožců obecně neprobíhal v masovém měřítku. V 90. letech však došlo k jeho bezprecedentnímu nárůstu.
Ačkoli legální obchod je v současnosti zakázán, pytláctví a černý trh s falešnou slonovinou jsou široce rozšířeny. Ilegální obchod pohání i cena samotných přilbic; s hodnotou okolo 4000 £/kg (k roku 2015) dokonce několikanásobně převyšují cenu pravé slonoviny. Studie z roku 2016 uvádí, že většina zoborožců je zabíjena na Borneu a Sumatře, přičemž hlavy zoborožců jsou následně pašovány do Číny, jež představuje klíčové odbytiště přilbic. V období od března 2012 do srpna 2014 bylo v Indonésii a Číně zabaveno minimálně 2 170 hlav či přilbic, které pocházely z nelegálního obchodu.
Cílovou oblast pytláků představuje především indonéská provincie Západní Kalimantan, kde podle odhadů z roku 2013 bylo zabito asi 500 ptáků měsíčně. Mezinárodní svaz ochrany přírody nicméně uvádí, že obchodní síť je z velké části řízena organizovanými zločineckými skupinami, což mimo jiné znamená, že pytláctví pravděpodobně postupně zasáhne všechny částí areálu výskytu zoborožce a bude velmi obtížné jej kontrolovat. Například v roce 2013 začala být rozkrývána zločinecká organizace se sídlem na východní Sumatře, která stála za sítěmi pytláků a místních překupníků. Skupiny se vyjma zoborožců soustředily i na překupnictví s jinými kriticky ohroženými druhy, jako je tygr sumaterský nebo luskoun ostrovní. Roku 2019 svět oběhla zpráva, že zoborožci již byli téměř vyhubeni v Thajsku, kde přežívalo méně než 100 jedinců. Překupníci zde prý platí vesničanům za hlavu zoborožce 5 000 až 6 000 bahtů (165 až 200 dolarů), ve městech se však ceny za přilbice zdvoj- až ztrojnásobují a v zahraničí exponenciálně rostou.
Na bezuzdný lov se nabaluje také pokračující ztráta přirozeného prostředí. Podle odhadů se množství vhodného lesního porostu v areálu výskytu zoborožců snížilo ve dvanáctiletém období mezi lety 2000 a 2012 o asi 12 %. Lesy ustupují jak těžbě dřeva, tak zemědělské půdě, přičemž takové areály jsou opět přístupnější pytlákům. Pro zoborožce navíc obě tyto hrozby znásobuje jejich životní styl. Vyžadují totiž velké lesní plochy, na nichž se vyskytují jen o nízké hustotě populací, potravně se specializují na fíky a k hnízdění tolerují pouze vysoké dipterokarpy se specifickými přirozenými dutinami. Jde navíc o typické K-stratégy, s dlouhými a komplikovanými rozmnožovacími cykly a nízkým počtem mláďat. Ačkoli celková velikost populace nebyla kvantifikována, Mezinárodní svaz ochrany přírody (IUCN) považuje zoborožce štítnatého ve svém vyhodnocení stavu ohrožení z roku 2020 za kriticky ohrožený taxon, s předpokládaným prudkým poklesem populací v příštích třech generacích.

### Ochrana
Zoborožec štítnatý je od roku 1975 uveden v rámci přílohy I Úmluvy o mezinárodním obchodu s ohroženými druhy volně žijících živočichů a planě rostoucích rostlin (CITES). Mezi kriticky ohrožené druhy byl zařazen roku 2015. Téhož rok byla formálně vytvořena „The Helmeted Hornbill Working Group“ („Pracovní skupina zoborožce štítnatého“; HHWG), jež měla přitáhnout globální pozornost k rapidním úbytkům populací, které tento druh v důsledku lidských aktivit postihly, a zároveň spolupracovat na vytyčení ochranných strategií. Zvyšující se lovecký tlak vedl v roce 2016 k přijetí „Rezoluce o ochraně zoborožce štítnatého“ ze strany Světového kongresu na ochranu přírody IUCN a rezoluce o „Zachování a obchodu se zoborožcem štítnatým“ ze strany CITES. Jedním z výstupů bylo vypracování akčního plánu, který byl připraven pod záštitou HHWG a zveřejněn v srpnu 2018.
Hlavní tři body ochranných akcí se podle tohoto plánu soustředí na:
1. eliminování nelegálního obchodu, například prostřednictvím účinného prosazování národní a mezinárodní legislativy;
2. ochranu a správu lesních stanovišť napříč celým areálem rozšíření, jakož i podporu místních komunit;
3. shromažďování a sdílení informací potřebných k udržení životaschopných populací, včetně identifikace klíčových stanovišť či aktivního monitoringu populací.

V zajetí tento druh podle IUCN nebyl rozmnožen.

## V kultuře

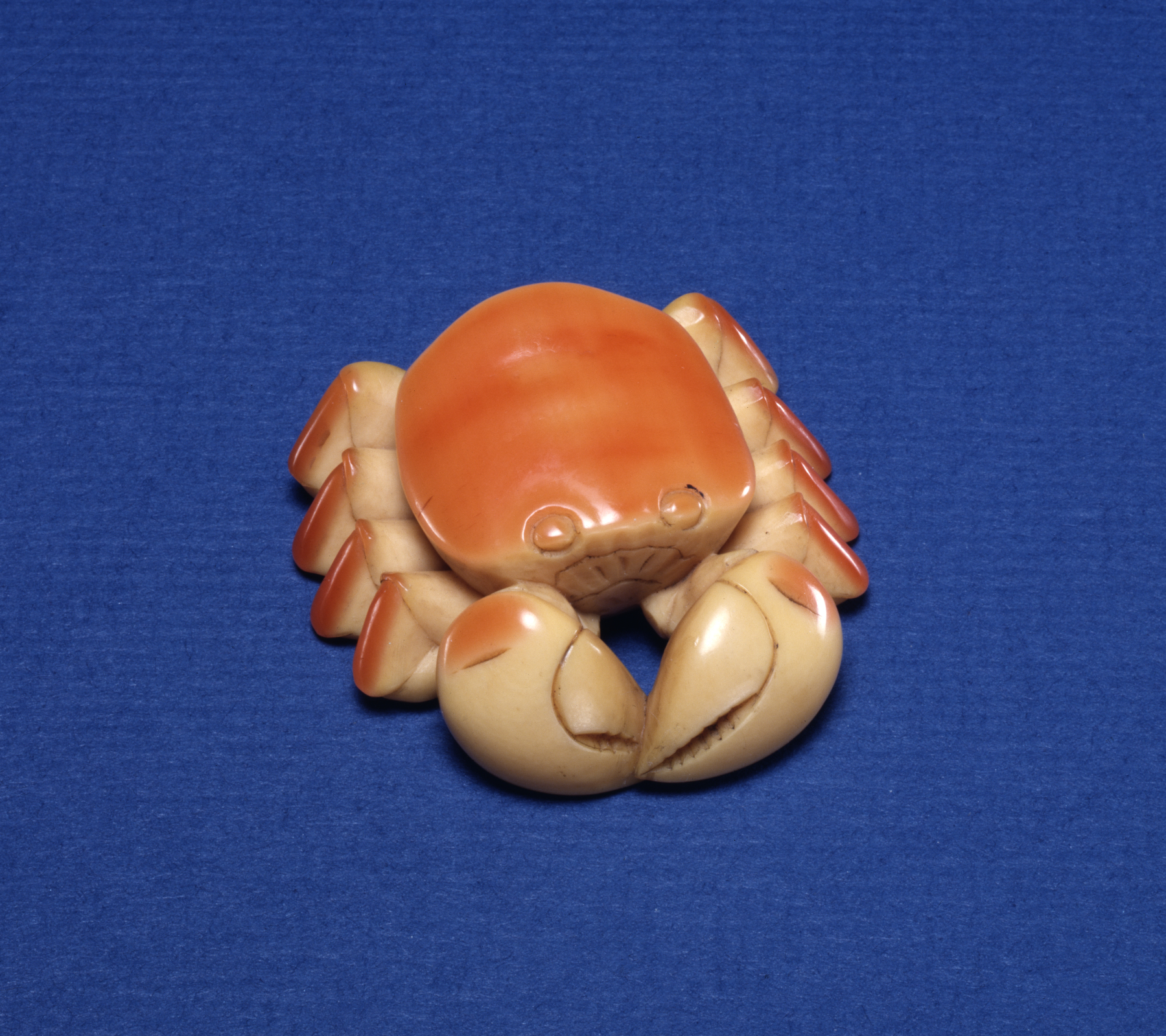
Japonská figurka kraba, vyřezaná v 19. století z rohu zoborožce

Zoborožci byli kvůli falešné slonovině pronásledováni po stovky let. Jejich přilbice mají měkčí strukturu než sloní dentin, což umožňuje snazší vyřezávání komplikovanějších ornamentů. Výsledné výrobky vynikají hladkým povrchem, jenž je hedvábný na dotek, a atraktivním zlatožlutým odstínem. Artefakty, jako jsou různé přívěsky a knoflíky, byly na Borneu datovány již do období před asi 2 000 lety. Minimálně od roku 700 začal vzkvétat obchod mezi bornejskými komunitami a Čínou, kdy na ostrov putovaly kovy, keramika a korálky, zatímco Číňané poptávali ptačí peří, hnízda salangan a přilbice zoborožců, které nazývali che-ting („hřeben jeřába“). Toto jméno zřejmě vzniklo jako čínský pokus reprodukovat malajské označení pro slonovinu gading. Z přilbic byly především pro bohaté a vlivné osobnosti vyráběny ozdobné předměty, například různé přezky, pečetidla, figurky, tabatěrky, spony do vlasů, knoflíky či náramky. Chung-wu, první císař dynastie Ming, obdržel okolo roku 1370 „hřeben jeřába“ jako dar od panovníka severního Bornea. Již v tuto dobu šlo o cennější artikl, než jakým byla slonovina. Tohoto materiálu si vyjma Číňanů cenili i japonští řezbáři, kteří z něj vyráběli tradiční knoflíky necuke.
V malé míře jsou zoborožci některými etniky (Ibanové, Orang Ulu) pronásledováni i pro svá okrasná ocasní pera. Pro jiné místní komunity však představuje lov zoborožců tabu. Například Dajákové na Kalimantanu považovali zoborožce za průvodce zemřelých do posmrtného života a božského posla. Pták měl být také učitelem věrnosti a stálosti v manželství.